# ALC (gene)
A proteína cianobacteriana do tipo ativase  é uma proteína que em cianobactérias e as plantas é codificada pelo gene ALC. A ALC ajuda seu hospedeiro a identificar os níveis de CO2 para ajustar as taxas de fotossíntese.